# دودچین
دودچین (انگلیسی: Dudchin) یک شهرک در بخش آلکسیفسکی استان بلگورود کشور روسیه است.